# Frederik Kortlandt

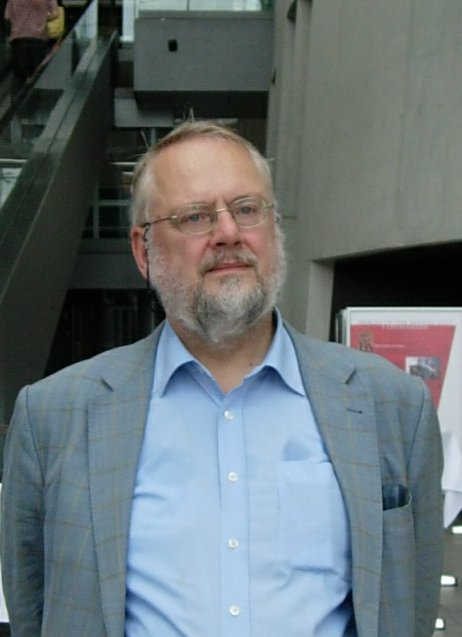
Frederik Kortlandt

Frederik Herman Henri (Frits) Kortlandt (ur. 19 czerwca 1946 w Utrechcie) – holenderski językoznawca, profesor lingwistyki deskryptywnej i porównawczej na Uniwersytecie w Lejdzie.
Jest synem etologa Adriaana Kortlandta. Ukończył językoznawstwo i literaturę słowiańską, ekonomię matematyczną oraz lingwistykę matematyczną na Uniwersytecie Amsterdamskim.
Jest ekspertem w zakresie języków bałtyckich i słowiańskich oraz ogólnie rodziny indoeuropejskiej, w tym języka praindoeuropejskiego, przy czym jest również autorem publikacji dotyczących innych grup. Zajmował się także pracami nad łączeniem rodzin językowych w tzw. super-grupy, np. indo-uralską. Wraz z George’em van Driemem i kilkoma innymi kolegami, jest zwolennikiem tzw. lejdeńskiej szkoły językoznawstwa, która opisuje języki w kategoriach memu czy łagodnych pasożytów.
Jest członkiem Holenderskiej Królewskiej Akademii Nauk i laureatem Nagrody Spinozy (1997). W 2007 r. opublikował własną wersję bajki Owca i konie w rekonstruowanym języku praindoeuropejskim, znacznie różniącą się od poprzednich.